# Les Bonnes Soirées
Les Bonnes Soirées, Bonnes Soirées, Bonne Soirée, puis B.S., est un magazine hebdomadaire féminin belge de langue française.

## Historique
Le premier numéro est publié le 2 avril 1922, est sous titré Revue hebdomadaire illustrée des romans sensationnels, et est vendu 30 centimes.
La publication du magazine se terminera le 1er janvier 1988.

## Bande dessinée
Le magazine publia régulièrement des dessins, couvertures, ou scénario de romans provenant de dessinateurs et scénaristes des éditions Dupuis, comme Jean-Michel Charlier, Gérald Forton, André Franquin, René Goscinny, Victor Hubinon, Jijé, Martial Durand, Hugues Ghiglia, Morris, Eddy Paape, Sirius,Albert Uderzo, Will.

## Tirage et diffusion
À la fin de sa première année de parution, le journal comptait déjà 10.000 abonnés, et était également disponible en kiosque.